# Pahakivalo
Pahakivalo är en kulle i Finland.   Den ligger i den ekonomiska regionen  Kemi-Torneå  och landskapet Lappland, i den norra delen av landet, 700 km norr om huvudstaden Helsingfors. Toppen på Pahakivalo är 201 meter över havet.
Terrängen runt Pahakivalo är huvudsakligen platt.  Trakten runt Pahakivalo är nära nog obefolkad, med mindre än två invånare per kvadratkilometer. Det finns inga samhällen i närheten. 